# La bastarda della Carolina
La bastarda della Carolina (Bastard Out of Carolina) è un romanzo semi-autobiografico, scritto da Dorothy Allison nel 1992. 

## Trama
Il libro è ambientato nella città natale di Allison, Greenville (nella Carolina del Sud) negli anni '50. Narrato da Ruth Anne "Bone" Boatwright, il conflitto principale si verifica tra Bone e il marito di sua madre, Glen Waddell. Il romanzo esamina le complessità delle relazioni madre-figlio, le condizioni di classe, razza e sessualità. Il tutto in cui si svolge nella vita di Bone e nelle sue relazioni con gli altri. 

## Adattamento cinematografico
Nel 1996, da questo romanzo è stato tratto il film omonimo, per la regia di Anjelica Huston che fa il debutto dietro la cinepresa.

## Edizioni
- Dorothy Allison, La bastarda della Carolina, traduzione di Sara Bilotti, Minimum fax, 2018, ISBN 978-88-7521-901-7.